# Klaus Reichenbach
Klaus Reichenbach (* 22. September 1945 in Altenburg) ist ein deutscher Politiker (CDU) und Fußballfunktionär. Er war 1990 Minister im Amt des Ministerpräsidenten der DDR im Kabinett von Lothar de Maizière sowie von 1990 bis 1994 Mitglied des Deutschen Bundestages.

## Leben und Karriere
Reichenbachs Vater war Inhaber der Firma Hermann Reichenbach KG in Hartmannsdorf bei Chemnitz, die vor allem Damenunterwäsche herstellte. Er selbst absolvierte nach der Ausbildung zum Maschinenbauer ein Studium der Ingenieurökonomie an der Textilfachschule Reichenbach im Vogtland. Nach dem Tod des Vaters wurde er 1969 Geschäftsführer des familieneigenen Unternehmens, das er nach der Zwangsverstaatlichung 1972 als Betriebsleiter führte. Er absolvierte von 1975 bis 1980 ein Fernstudium an der Akademie für Staats- und Rechtswissenschaft der DDR in Potsdam (Abschluss als Diplom-Staatswissenschaftler) sowie von 1982 bis 1986 ein Jurafernstudium an der Humboldt-Universität zu Berlin (Diplom-Jurist). Ab 1985 war er Betriebsleiter bzw. -direktor des VEB Feinstrickwaren „Goldfasan“ Burgstädt.
1969 trat Reichenbach der DDR-Blockpartei CDU bei. Ab 1974 war er Vorsitzender des CDU-Kreisverbandes Karl-Marx-Stadt-Land, seit 1987 Mitglied des Hauptvorstandes der Ost-CDU, seit 1988 Vorsitzender des CDU-Bezirksverbandes Karl-Marx-Stadt. Während der Wende in der DDR wurde er im März 1990 Vorsitzender des wiedererrichteten CDU-Landesverbandes Sachsen. Von März bis Oktober 1990 war er Abgeordneter der Volkskammer und von April bis Oktober Minister im Amt des Ministerpräsidenten der DDR. Er galt als Anwärter für das Amt des sächsischen Regierungschefs, statt ihm wurde aber der frühere Vorsitzende der CDU Nordrhein-Westfalen, Kurt Biedenkopf, CDU-Spitzenkandidat bei der Landtagswahl und anschließend auch Ministerpräsident.
Mit Eintritt der deutschen Einheit und der Fusion von Ost- und West-CDU wurde Reichenbach im Oktober 1990 Mitglied des Präsidiums der gesamtdeutschen CDU. Er war einer der 144 Volkskammerabgeordneten, die zu Mitgliedern des Bundestags kooptiert wurden. Bei der ersten gesamtdeutschen Bundestagswahl im Dezember 1990 gewann er das Direktmandat im Wahlkreis Chemnitz II – Chemnitz-Land, das er bis 1994 ausübte. Er war Mitglied im Sportausschuss, im EG-Ausschuss und ab 1992 im Sonderausschuss „Europäische Union“ des Bundestages. Im September 1991 trat Reichenbach vom Vorsitz des sächsischen CDU-Landesverbandes zurück, auch dieses Amt übernahm anschließend Biedenkopf.
Seit 1995 arbeitet er als Rechtsanwalt in Hartmannsdorf.
Von 1990 bis 2016 war Reichenbach Präsident des Sächsischen Fußball-Verbandes (SFV), anschließend wurde er zu dessen Ehrenpräsidenten ernannt. Er ist Vizepräsident des Nordostdeutschen Fußball-Verbandes (NOFV). Von 1997 bis 2016 gehörte er dem Vorstand des Deutschen Fußball-Bundes (DFB) an, der ihn anschließend als Ehrenmitglied auszeichnete.